# Mittenaar
Mittenaar är en kommun i Lahn-Dill-Kreis i Regierungsbezirk Gießen i förbundslandet Hessen i Tyskland. Kommunen bildades 31 december 1971 genom en sammanslagning av de tidigare kommunerna Ballersbach, Bicken och Offenbach. Bellersdorf uppgick i den nya kommunen 1 april 1972.